# David Kinkade
David Kinkade (Nova Jersey, 1983) é o baterista da banda de thrash/groove metal, Soulfly.

## Biografia
Com três anos de idade, ele começou a se interessar pela musica depois de seu avô lhe deu sua primeira bateria.
Ele é conhecido por sua extrema velocidade e mão dupla de baixo e técnica. Davids não se limita ao metal. Ele tem experiência em jazz, fusion, prog, swing, rock, e muitos outros gêneros de música.
Suas influências incluem bandas como Metallica, Pink Floyd, Kiss, Iron Maiden, Sepultura, Immortal, Emperor e Devin Townsend Project. Bateristas como Horacio "El Negro" Hernandez, Nick Barker, Mike Mangini, Hellhammer, Nick Mason, Carmine Appice, Vinnie Appice, Dave Lombardo, Nicko McBrain, Peter Criss, Eric Singer, Eric Carr, Neil Peart, Lars Ulrich e Pete Sandoval lhe inspiraram.
Em agosto de 2011, ele foi anunciado como o novo baterista do Soulfly. Em outubro de 2011, se separou de Borknagar.